# Ogden (Arkansas)
Pour les articles homonymes, voir Ogden.
La ville américaine de Ogden est située dans le comté de Little River, dans l’État de l’Arkansas. Sa population s’élevait à 180 habitants lors du recensement de 2010.

## Démographie
| 1910 | 1930 | 1940 | 1950 | 1960 | 1970 |
| ---- | ---- | ---- | ---- | ---- | ---- |
| 397  | 305  | 225  | 296  | 282  | 286  |

| 1980 | 1990 | 2000 | 2010 | - | - |
| ---- | ---- | ---- | ---- | - | - |
| 334  | 264  | 214  | 180  | - | - |

## Source
- (en) Cet article est partiellement ou en totalité issu de l’article de Wikipédia en anglais intitulé « Ogden, Arkansas » (voir la liste des auteurs).